# Carlos Bertie
Carlos Bertie (* 10. September 1995 in Basseterre) ist ein Fußballspieler von St. Kitts und Nevis.

## Karriere

### Klub
Bis Juli 2015 war er für den Garden Hotspurs FC und bis Juni 2016 beim Newtown United FC aktiv. Bis Ende 2016 spielte er in El Salvador bei Once Municipal und bis Ende der Saison 2017/18 für den Cayon Rockets FC. Seit der Spielzeit 2018/19 ist er wieder bei Newtown aktiv.

### Nationalmannschaft
Seine ersten Einsatz für die A-Nationalmannschaft hatte er am 22. Februar 2016, bei dem 3:0-Freundschaftsspielsieg über Bermuda über die komplette Spielzeit. Bis zum Frühjahr 2018, jedoch nie wieder über 90 Minuten, hatte er einige weitere Einsätze.